# Chiesa del Santo Sepolcro (Torres del Río)
La chiesa del Santo Sepolcro è un luogo di culto cattolico nel comune spagnolo di Torres del Río nella comunità autonoma della Navarra. Risale al XII secolo. In Spagna è considerata un Bien de Interés Cultural.

## Storia

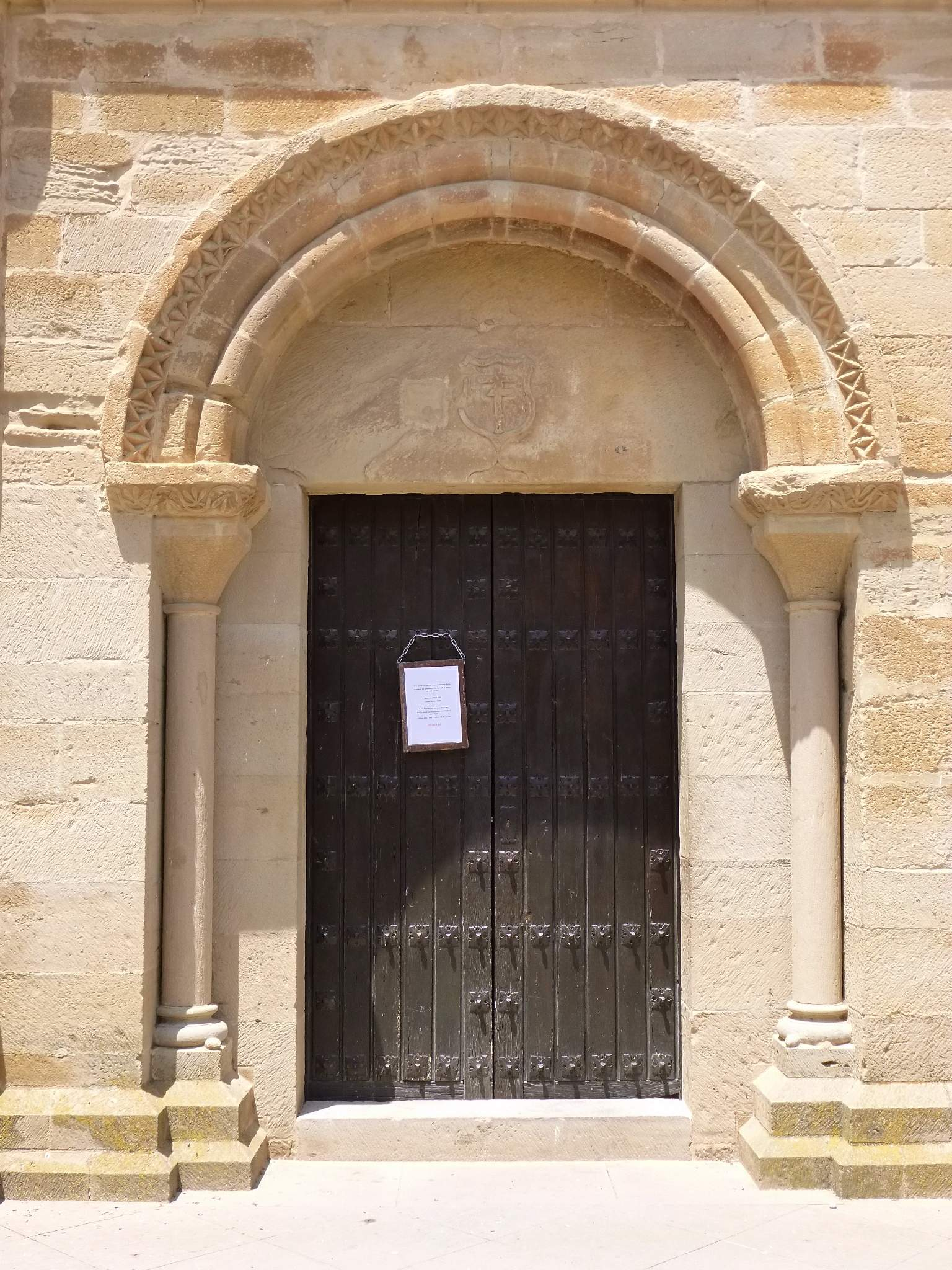
Portale di accesso

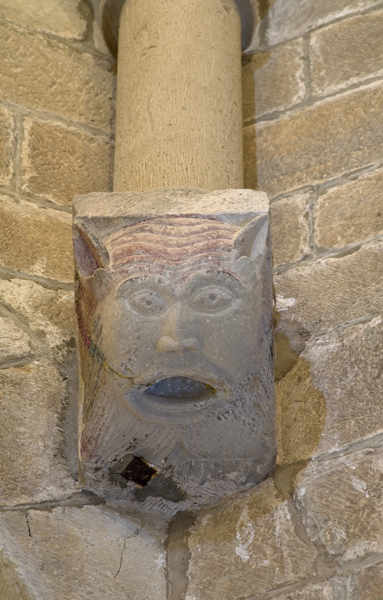
Particolare interno

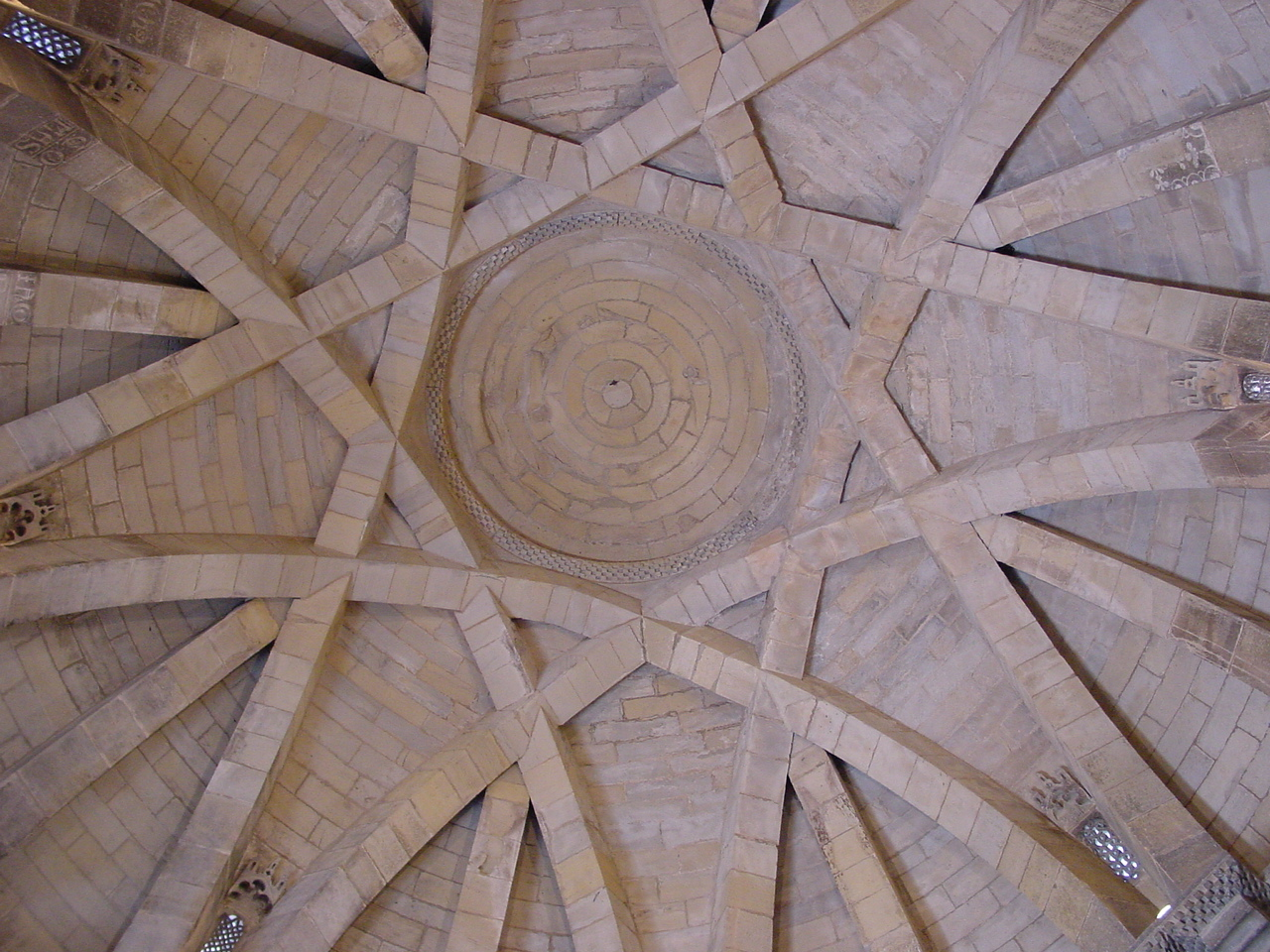
Volta della sala

Il luogo di culto venne costruito tra il 1160 e il 1170 come cappella funeraria forse per volontà dei Cavalieri templari e in parte le sue origini sono simili a quelle della chiesa di Santa Maria di Eunate.

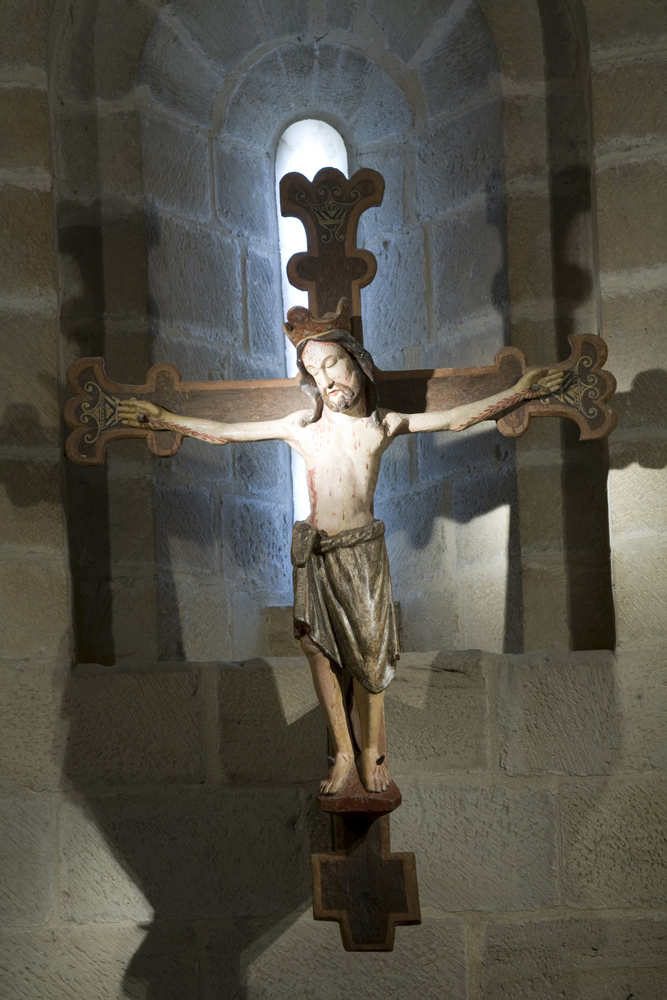
Crocifisso gotico nell'abside principale

## Descrizione

### Esterni
La Chiesa del Santo Sepolcro si trova nella parte settentrionale dell'abitato di Torres del Río tra una collina e una vallata, vicino alle terre della Rioja. La pianta ottagonale è legata sia alla sua dedicazione al Santo Sepolcro sia alla funzione di cappella cimiteriale. Presenta due parti absidali e sul tetto a otto falde è posta la lanterna ottagonale che riproduce in miniatura il corpo del tempio. Il portale di accesso incassato e incorniciato da colonne con arco a tutto sesto è in pietra a vista come tutta la struttura e in stile romanico.

### Interni
Entrando attraverso l'ingresso a sud si incontra, sul timpano, la croce patriarcale del Sacro Militare Ordine del Santo Sepolcro di Gerusalemme. La cupola, che è l'elemento di maggior interesse, mostra l'intreccio di fitte nervature di derivazione architettonica araba e ricorda la Mezquita di Cordova. Molto interessanti sono anche i capitelli e, in particolare, il grande Crocifisso gotico nell'abside principale.